# Arenga listeri
Arenga listeri là loài thực vật có hoa thuộc họ Arecaceae. Loài này được Becc. ex Oliv. mô tả khoa học đầu tiên năm 1891.